# 손이랑

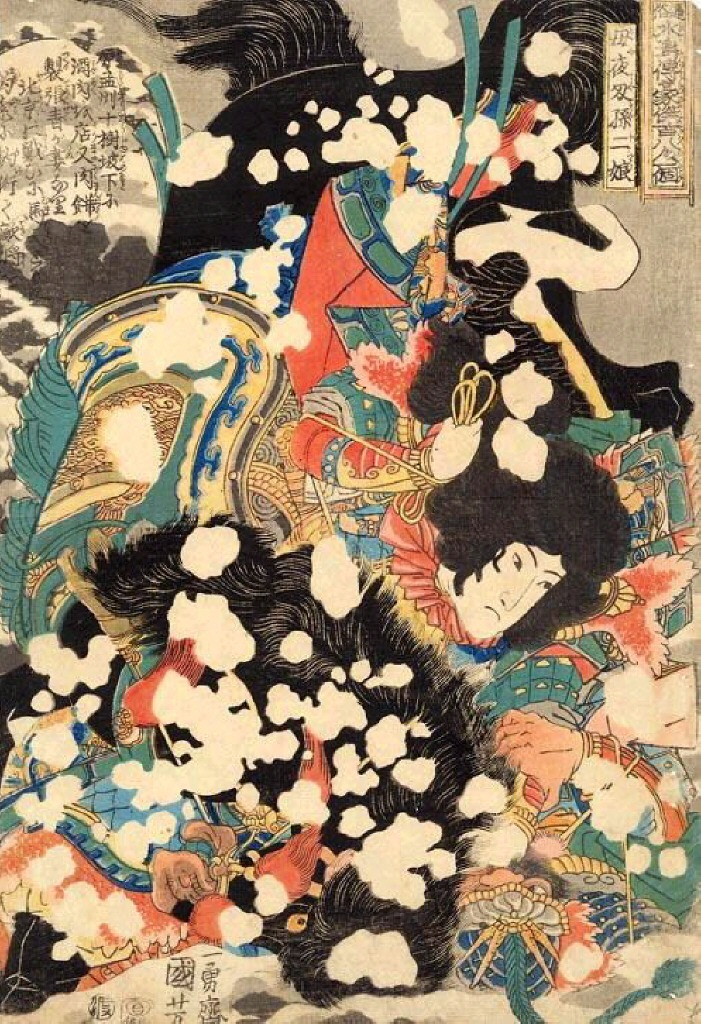

손이랑(孫二娘)은 중국의 사대기서(四大奇書) 중 하나인 《수호전》(水滸傳)에 등장하는 인물로, 108성 중 103위이자 지살성(地煞星)의 지장성(地壯星)에 해당한다. 별호는 모야차(母夜叉). 남편은 채원자 장청이다. 장청은 사려 깊은 인물이지만 손이랑은 거친 성격으로 폭주하기 쉬운 손이랑을 장청이 잡아주는 관계인 부부.

## 생애
아버지로부터 무예를 전수받는다. 남편 장청과 함께 맹주(孟州) 십자파(十字坡)에서 주점을 운영하고, 이 주점에서 값이 나가는 물건을 든 나그네들을 죽이고 금품을 빼앗았으며, 죽인 시신은 다시 고기만두의 만두속으로 만들어 주점에서 팔고 있었다. 장청과 함께 노지심과 무송이 있는 이룡산(二龍山)에 합류하고, 이후에는 양산박으로 합류하여 부부가 서산 주점(西山酒店)을 담당하였고, 전쟁에서는 부부가 잠입 임무를 수행하거나 여자 병력을 이끌고 싸웠다.
방랍 토벌 때 청계현(淸溪縣) 전투에서 적장 두미의 비도에 맞아 전사하였다.